# Обернау (Вестервальд)
Обернау (нем. Obernau) — община в Германии, в земле Рейнланд-Пфальц.
Входит в состав района Альтенкирхен-Вестервальд. Подчиняется управлению Фламмерсфельд. Население составляет 163 человека (на 31 декабря 2010 года). Занимает площадь 1,48 км².